# Anthrax plesius
Anthrax plesius är en tvåvingeart som beskrevs av Charles Howard Curran 1927. Anthrax plesius ingår i släktet Anthrax och familjen svävflugor. Inga underarter finns listade i Catalogue of Life.